# Districte d'Añisok
El districte d'Añisok  és un districte de Guinea Equatorial, a la part sud-oest de la província Wele-Nzas, a la regió continental del país. La capital del districte és Añisok. El cens de 1994 hi mostrava 22.613 habitants. Tenia 68 Consells de Poblats.